# Vern Riffe State Office Tower
La Vern Riffe State Office Tower est un gratte-ciel de 153 mètres de hauteur, construit à Columbus (Ohio) aux États-Unis en 1988. Elle abrite des bureaux et un théâtre de 854 places, qui est l'un des premiers lieux de rencontre de la ville.
Sa construction a coûté 130 millions de $ de l'époque.
L'immeuble doit son nom a Vernal G. Riffe, Jr.qui a servi comme "Speaker" de la chambre des représentants de l'Ohio de 1975 à 1994.
La surface de plancher de l'immeuble est de 102 192 m².
Le bâtiment a été conçu par l'agence d'architecture NBBJ